# 22189 Gijskatgert
22189 Gijskatgert è un asteroide della fascia principale. Scoperto nel 1960, presenta un'orbita caratterizzata da un semiasse maggiore pari a 2,3433640 UA e da un'eccentricità di 0,0821786, inclinata di 3,64458° rispetto all'eclittica.